# عندما تخبرني بأنك تحبني (أغنية)
عندما تخبرني بأنك تحبني (When You Tell Me That You Love Me) هي أغنية عاطفية من تأليف ألبرت هاموند وجون بيتيس، تم إصدارها كأغنية منفردة عام 1991 من قبل المغنية الأمريكية ديانا روس. وقد تمت إعادة غناء الأغنية من قبل العديد من الفنانين أبرزهم فرقة ويستلايف.
وقد كانت الأغنية الرئيسية لألبوم ديانا روس لعام 1991 الذي حمل عنوان القوة وراء السلطة من إنتاج شركة موتاون في الولايات المتحدة و مجموعة إيمي في المملكة المتحدة. حققت الأغنية نجاحا كبرا فاق الألبوم، حيث بلغت ذروتها لتصنف في الترتيب 37 لقائمة بيلبورد للأغاني المنفردة في الولايات المتحدة، في حين بلغت المركز الثاني في قائمة تصنيف المملكة المتحدة للأغاني المنفردة. فيما صرحت روس أنها تعتبر واحدة من أغانيها الخالدة.